# 舘山寺温泉
舘山寺温泉（かんざんじおんせん）は、静岡県浜松市中央区舘山寺町（旧国遠江国）にある温泉ならびに温泉街。

## 歴史
開湯は1958年（昭和33年）である。この時の源泉は舘山寺第1温泉源と呼ばれ、現在は使用されていない。
1977年（昭和52年）には舘山寺第2温泉源、1989年（平成元年）には舘山寺第3温泉源がそれぞれ湧出する。
その後、舘山寺第3温泉源の湧出量減少、源泉温度低下などが見られるようになったため、2006年から浜松市主導のもと新源泉（舘山寺第4温泉源）の掘削を始めた。地下およそ2000メートルまで掘り下げ2007年湧出。2008年1月5日から供給を開始した。現在は舘山寺第3温泉源と舘山寺第4温泉源が利用されている。
2004年に発生した温泉偽装問題では、温泉使用表示に問題があった旅館があったことから、マスコミの注目を浴びた。

## 泉質

### 舘山寺第3温泉源
- 塩化物冷鉱泉
- 源泉温度：23.8℃
- 湧出量：毎分105リットル

1989年（平成元年）湧出。源泉の温度は25℃を下回っているが、温泉の含有成分量によって温泉法上温泉に分類される源泉である。

### 舘山寺第4温泉源
- 塩化物強塩泉
- 源泉温度：33.7℃
- 湧出量：毎分171リットル

2007年（平成19年）湧出、2008年1月より供給開始。舘山寺第3温泉源で問題となっていた源泉温度は25℃以上に回復し、また湧出量も第3源泉よりも多い。

### その他自家源泉
このほか、日帰り温泉施設「華咲の湯」では自家源泉を利用している。詳しくは華咲の湯を参照のこと。

## 温泉街
浜名湖沿岸に温泉街が広がる。旅館は19軒存在する。はままつフラワーパーク、浜松市動物園、遊園地である浜名湖パルパルなども近くに存在し、行楽地として発展している。近くにある舘山寺（寺院）が、この温泉名の由来である。
温泉街の対岸となる大草山（標高113m）があり、かんざんじロープウェイで渡ることができる。大草山からは温泉街を一望することが可能。また、この大草山を擁する呉松町にも観光施設が展開されている。

## アクセス
- 鉄道：東海道新幹線浜松駅より路線バス、シャトルバスで約40分。または、東海道本線弁天島駅より路線バス、及びシャトルバスで約17～23分ほど。